# Яніс Страдіньш
Я́ніс Страдіньш (латис. Jānis Stradiņš; 10 грудня 1933, Рига — 29 листопада 2019, там само) — латвійський науковець, професор, член Академії наук Латвії. Автор 330 статей і 7 книг у галузі фізико-органічної хімії, а також 270 статей і 20 книг з історії та інших галузей науки, техніки та культури.

## Біографія
Народився 10 грудня 1933 в Ризі, син Павла Страдіньша.
Закінчив Ризьку міську школу № 5, вступив на хімічний факультет Латвійського державного університету, який закінчив у 1956.
З 1961 працював у Інституті органічного синтезу Латвійської академії наук. Тут створив лабораторію фізико-органічної хімії, яку очолював до 2006. З 1972 по 1976 викладав у Латвійському університеті, ставши в 1974 професором. У 1990-х працював у Інституті історії Латвії, з 1992 — в Ризькому університеті. З 1975 по 1985 був головним редактором міжнародного журналу «Хімія гетероциклічних сполук».
З 1996 по 1998 був віце-президентом Академії наук, з 1998 по 2004 — її президент. У 2004 став головою сенату Академії наук. З 2006 — голова державної програми досліджень «Letonika».
Одружений, дружина — Лайма Страдиня; діти — Паулс Страдіньш (професор фізики) і Петеріс Страдіньш (кардіохірург).

## Заслуги і нагороди
Яніс Страдіньш є почесним доктором ряду латвійських навчальних закладів, а також почесним членом зарубіжних організацій. Нагороджений Великою медаллю Академії наук Латвії (1983), Орденом Трьох зірок 2-го ступеня (1995) і Хрестом Визнання 1-го ступеня (2008). Серед його зарубіжних нагород — французький Орден Почесного легіону (2001) і естонський Орден Хреста землі Марії (2004).